# عینات ادمونی
عینات ادمونی (زادهٔ ۱۹ مه ۱۹۷۱) یک سرآشپز اسرائیلی، صاحب رستوران، نویسنده کتاب آشپزی و کمدین ساکن ایالات متحده است. او از اولین کسانی بوده است که غذاهای اسرائیلی را در ایالات متحده به مردم ارائه داده است. وی در برنامه‌های تلویزیونی نیز شرکت می‌کند و برنامه‌های خود را به صورت استند آپ اجرا می‌کند.

## اوایل زندگی
ادمونی در ۱۹ مه ۱۹۷۱ در شهر بنی براک در اسرائیل که شهری در نزدیکی مدیترانه است به دنیا آمد و در همان‌جا نیز بزرگ شده است. او یک چند نژادی است و نژادی عراقی، ایرانی و یهودی یمنی دارد. مادر ادمونی اهل ایران است، اما ریشه پدرش را می‌توان در یمن جستجو کرد. علاقه او به مادرش سبب آن شد که تصویری را از مادرش بر دیوار رستوران اصلی خود (بالابوستا) در نیویورک، طرح کند. او در خاطرات خود ذکر کرده است که در جمعه‌های هر هفته با جمع شدن خانواده‌ها دور هم مهمانی‌هایی را به سبک و با غذاهای ایرانی برگزار می‌کرده‌اند. او عضو ارتش اسرائیل نیز بوده است و در آنجا به عنوان راننده و آشپز خدمت کرده است.

## حرفه
ادمونی یکی از اولین سرآشپزهایی بود که غذاهای اسرائیلی را به آمریکایی‌ها معرفی کرد. او تاکنون در طول زندگی حرفه‌ای خود ۱۳ رستوران افتتاح کرده است. در حال حاضر او به‌طور انحصاری غذاخوری برتر خود در نیویورک با نام «بالابوستا» را اداره می‌کند. غذاخوری‌های زنجیره‌ای او در ۱۵ مکان در سراسر ایالات متحده، تأسیس شده‌اند و با سرمایه‌گذاری شرکت «چیپوتل» که یک شرکت زنجیره‌ای تولید فست فود مکزیکی بود، گسترش یافتند.
او سه بار در برنامه تلویزیونی فود نت‌ورک شرکت کرده است و دو بار نیز برنده این برنامه شده است. بعدها ادمونی به عنوان داور نیز در این برنامه شرکت کرد. تد آلن از ادمونی به عنوان یکی از چهار زن به یاد ماندنی مسابقات غذایی یاد کرده است.
در سال ۲۰۱۹، ادمونی دروس بازیگری در بخش کمدی را گذراند و شروع به اجرای استندآپ کمدی در برنامه «سرداب کمدی» در نیویورک کرد.
در سال ۲۰۲۲، ادمونی در فصل ۳ مسابقات «قهرمانان گای فیری» شرکت کرد.

## جوایز و تقدیرها
او توسط مجله تایم اوت به‌عنوان یکی از «ده زنی که نیویورک را به مکان بهتری تبدیل کرده است»، و همچنین به‌عنوان «آشپز زن سال ۲۰۲۰» انتخاب شد. ادمونی در سال ۲۰۱۴ توسط بنیاد کارنگی نیویورک که یکی از تأثیرگذارترین بنیادهای ایالات متحده برای حمایت از توسعه دانش است، به عنوان یک مهاجر تأثیرگذار ساکن آمریکا معرفی شد. همچنین در سال ۲۰۱۴، رستوران «بار بولونات» که متعلق به اوست و در وست ویلج قرار دارد به عنوان «بهترین رستوران تازه تأسیس» توسط روزنامه نیویورک تایمز انتخاب شد. در سال ۲۰۲۰ او در مسابقات جوایز جیمز ریش شرکت کرد و در صدر رده بهترین سرآشپزان ایالت نیویورک قرار گرفت. جایزه جیمز ریش جایزه‌ای است که سالانه توسط بنیاد جیمز بیرد برای قدردانی از سرآشپزها، رستوران‌داران، مؤلفان و روزنامه‌نگاران برتر حوزهٔ غذا و رستوران در ایالات متحده آمریکا اهدا می‌شود. عینات به عنوان یک اسرائیلی در بین یکی از ۱۸ آشپز برتر دنیا قرار دارد.

## کتاب‌ها
- همراه با جنا گور: انتشارات نیویورک: بخش صنعت (۲۰۱۹). شابک ‎۱۵۷۹۶۵۶۷۲۲
- بالابوستا: انتشارات نیویورک: بخش صنعت (۲۰۱۳).شابک ‎۱۵۷۹۶۵۵۰۰۹

## زندگی شخصی
او با استفان نفزیگر که شریک تجاری او نیز هست ازدواج کرده است. آنها دو بچه نیز دارند.